# Mähämmäd Mirzäbejov
Mähämmäd Mirzäbej oghlu Mirzäbejov (azerbajdzjanska: Məhəmməd Mirzəbəy oğlu Mirzəbəyov (latinska), Мәһәммәд Мирзәбәј оғлу Мирзәбәјов (kyrilliska), ryska: Магоме́д Мирзабе́кович Мирзабе́ков, Magomed Mirzabekovitj Mirzabekov), född 16 november 1990 i Machatjkala, Dagestanska ASSR, Ryska SFSR, Sovjetunionen (nuvarande Dagestan, Ryssland), är en rysk-azerbajdzjansk före detta fotbollsspelare (försvarare).

## Namnet
På azerbajdzjanska: Məhəmməd Mirzəbəy oğlu Mirzəbəyov (latinska alfabetet i Azerbajdzjan); Мәһәммәд Мирзәбәј оғлу Мирзәбәјов (kyrilliska alfabetet i Dagestan); محمد ميرزابَى اوْغلو میرزابَىو (arabiska alfabetet i iranska Azarbaijan), på ryska: Магоме́д Мирзабе́к оглы́ Мирзабе́ков, Magomed Mirzabek ogly Mirzabekov (används i Azerbajdzjan); på ryska: Магоме́д Мирзабе́кович Мирзабе́ков, Magomed Mirzabekovitj Mirzabekov (används i Dagestan).